# Аеродром Хановер
Аеродром Хановер је међународни аеродром немачког Хановера, смештен 11 km северно од града. Аеродром опслужује источни део Рурске области, а највећи аеродром у окружењу је Аеродром Диселдорф, 70 km југозападно од њега. 2018. године кроз аеродром је прошло преко 6 милиона путника
Аеродром је авио-чвориште за „Јуровингс”, „Кондор”, „СанЕкспрес Немачка” и „ТУИ Флај Немачка”.